# Odorín
Odorín (Hongaars: Szepesedelény) is een Slowaakse gemeente in de regio Košice, en maakt deel uit van het district Spišská Nová Ves.
Odorín telt 940 inwoners.